# لاكلان ماكنزي كوبلاند
لاكلان ماكنزي كوبلاند (بالإنجليزية: Lachlan Mackenzie Copeland)‏ هو عالم نبات أسترالي، ولد في 1973.